# Karwan Marouf

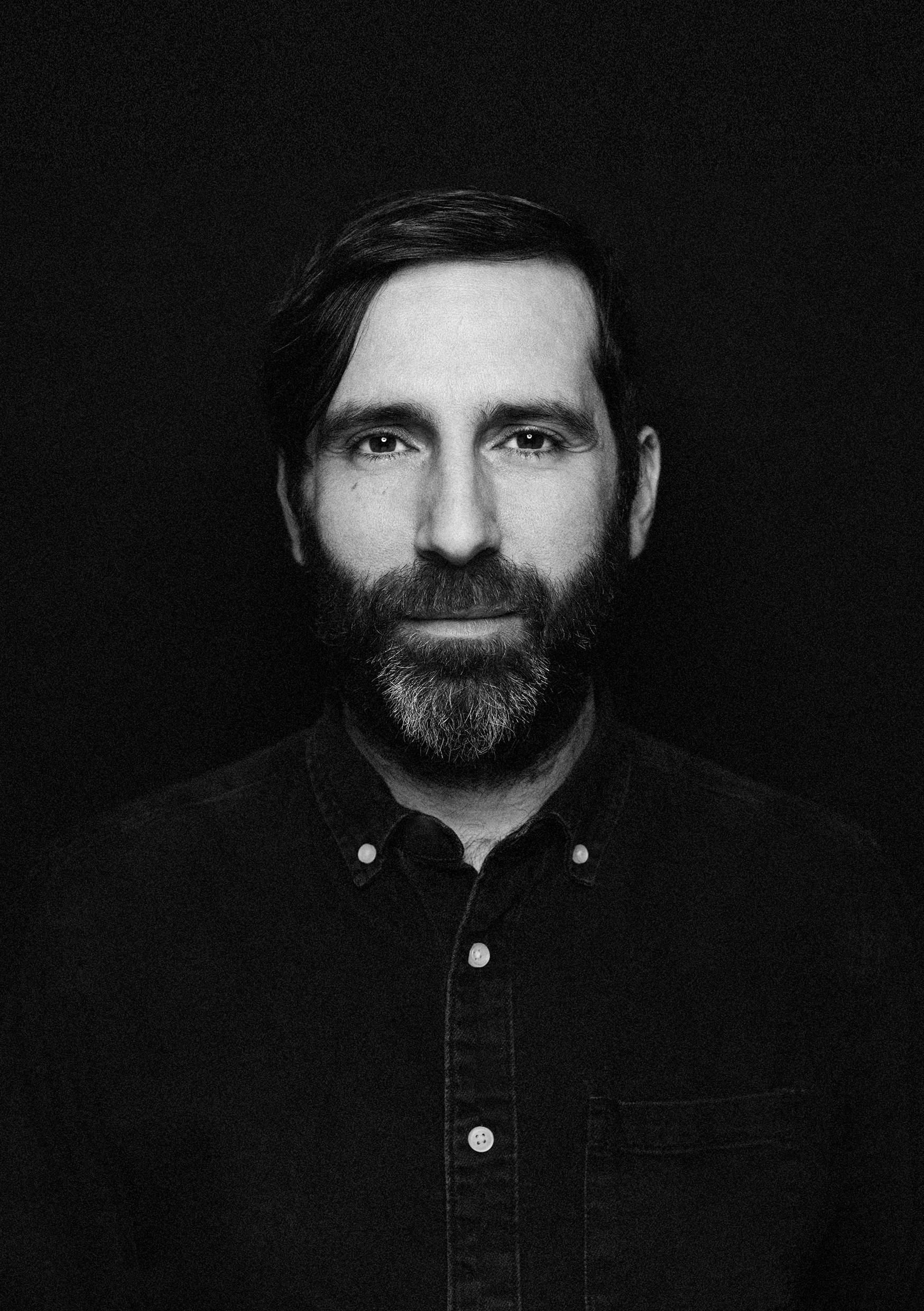
Karuan (2019)

Karwan Marouf (* 11. Dezember 1976 in Mödling) ist ein österreichischer Komponist, Multiinstrumentalist und Musikproduzent zahlreicher preisgekrönter nationaler und internationaler Spiel- und Dokumentarfilme.
Er ist unter dem Pseudonym Karuan tätig.

## Leben und Wirken
Karwan Marouf wurde in Mödling geboren und wuchs in Wien auf, wo er bis heute lebt und arbeitet. Der Musiker kurdischer Herkunft hat in Teenager-Jahren in diversen Indie-Rock Bands gespielt und sich vor allem Ende der 1990er Jahre intensiv mit elektronischer Musik und mit Filmmusik auseinandergesetzt. 2003 schrieb Marouf erstmals Filmmusik für den Kinodokumentarfilm „The Souvenirs of Mr. X“ vom österreichisch-iranischen Regisseur Arash T. Riahi.
In weiterer Folge arbeiteten Marouf und Riahi weiter zusammen. Etwa für das Filmdrama „Ein Augenblick Freiheit“, das 2008 als Oscar-Bewerbung in der Sparte „Bester fremdsprachiger Film“ eingereicht wurde. Seither hat sich Marouf vorrangig einen Namen als Komponist zahlreicher Spiel- und Dokumentarfilme gemacht. Aus seiner Feder stammen unter anderem die Flimscores für „Everyday Rebellion“ (2013), „Nelly“ (2015), „Die Migrantigen“ (2017), „Die letzte Party deines Lebens“ (2018) und „Ein bisschen bleiben wir noch“ (2020). Für die Filmkomödie „Kaviar“ wurde Maroufs Musik für den österreichischen Filmpreis 2020 nominiert.

## Karriere
Karuan veröffentlichte sein Debütalbum „Dohuki Ballet“ im Jahr 2002. Das Nachfolgealbum "Pop Arif" erschien 2007 das im Jahr darauf beim Amadeus Austrian Music Award in der Kategorie „FM4 Alternative Act des Jahres“ nominiert war. Der Musiker kurdischer Herkunft trat auch unter anderem mit Arbeiten für den New Yorker DJ und Produzenten Nickodemus oder der österreichischen Band DelaDap als Remixer in Erscheinung. Zwischen 2010 und 2015 tourte Karuan außerdem vermehrt mit Band in Griechenland.

## Diskografie
Alben
- 2007: Pop Arif (Sunshine Enterprises)
- 2002: Dohuki Ballet (Sunshine Enterprises)

Singles & EPs
- 2007: Chocolate Distance
- 2003: Dohuki (Redirected)
- 2001: Walk
- 2000: Karuan EP

Remixes
- 2011: UKO – Life Show (Karuan Remix)
- 2006: Nickodemus – Cleopatra In New York (Karuan Remix)
- 2006: Madrid De Los Austrias – Buscando (Karuan Vs. Circus Remix)
- 2006: Langoth – What A Family (Karuan Remix)
- 2004: Deladap – Angelo (Karuan Meets The Snake Remix)
- 2003: Langoth – Riga (The 1:2:3:4 Karuan Remix)

## Veröffentlichte Filmmusik / Filmografie
- 2003: The Souvenirs of Mr. X
- 2005: Elektronikschrott
- 2006: Exile Family Movie
- 2008: Ein Augenblick Freiheit
- 2008: Flieger über Amazonien
- 2009: Momentum: What Drives You (TV-Dokumentation)
- 2009: Season 1, Red Bull Momentum, What drives you
- 2010: Season 2, Red Bull Momentum, What drives you
- 2011: Season 3, Red Bull Momentum, What drives you
- 2011: Africa Race, zwei Brüder zwischen Paris und Dakar
- 2012: Season 4, Red Bull Momentum, What drives you
- 2012: Aftermath, the Second Flood
- 2012: Nerven Bruch Zusammen[7]
- 2013: Population Boom
- 2013: Everyday Rebellion
- 2013: Food Markets: In the Belly of the City (4-teilige TV-Dokumentation)
- 2015: Nelly[8]
- 2016: Korida[9]
- 2017: Die Migrantigen
- 2018: Die letzte Party deines Lebens
- 2018: UI - Soon We Will All Be One[10]
- 2018: Fokus Mord (6-teilige TV-Dokumentation)
- 2019: School of Seduction
- 2019: Kaviar
- 2020: Wischen ist Macht (Fernsehserie)
- 2020: Ein bisschen bleiben wir noch
- 2020: Das schaurige Haus
- 2020: Tatort: Unten (Fernsehreihe)
- 2020: Fuchs im Bau
- 2020: Madison
- 2023: Sterne unter der Stadt
- 2023: Landkrimi – Dunkle Wasser (Fernsehreihe)
- 2023: Die Flut – Tod am Deich (Fernsehfilm)
- 2024: Tatort: Dein Verlust
- 2024: Love Sucks (Fernsehserie)

## Auszeichnungen und Nominierungen
- 2008: Nominierung – Amadeus Austrian Music Award „FM4 Alternative Act des Jahres“ für Karuan (Pop Arif)
- 2016: Nominierung – Hamilton Film Festival, Canada, for best OST „Nelly“
- 2020: Nominierung – Österreichischer Filmpreis 2020 für die beste Musik für Kaviar
- 2021: Beste Musik – Biberacher Filmfestspiele für Fuchs im Bau
- 2022: Auszeichnung – Österreichischer Filmpreis 2022 für die beste Musik für Fuchs im Bau
- 2023: Beste Filmkomposition - Diagonale Filmfestival 2023 für Sterne unter der Stadt